# 11695 Маттеї
11695 Маттеї (11695 Mattei) — астероїд головного поясу, відкритий 22 березня 1998 року.
Тіссеранів параметр щодо Юпітера — 3,628.